# Spar Finland
Spar Finland Abp   (finska: Suomen Spar Oyj), var en finländsk dagligvarukedja med säte i Vanda som tillhörde den internationella Spar-kedjan.
Företaget grundades 1921 av lanthandlare som partiaffär och hette till 1968 Parti Ab. Under en period med stor ägarturbulens 1991–1997 var bolaget känt som Sentra Oy, 1993 såldes partihandelsverksamheten till Tuko Oy och 1997 avyttrades snabbmatskedjan Carrols. Spar infördes i Finland 1991 och Spar Finlands uppgift var att styra och samordna Sparkedjan i landet, som omfattade närmare 300 affärer, av vilka Spar Finland själv ägde de inemot 100 största Eurospar-marketarna. Företaget har tidigare varit ett dotterbolag till Axfood AB som innehöll 69,3 procent av aktiekapitalet och 75,2 procent av rösterna. I september 2005 slöt Axfood ett avtal med S-gruppen (SOK) om försäljning av alla Axfoods aktier i Spar Finland.
Tidigare bestod Spar Finland av fem kedjor: Spar Market, Superspar, Spar Express, Rabatti samt Eurospar. År 2001 började man slå samman kedjorna till enbart två: Spar och Eurospar. Vid mitten av år 2005 bestod kedjan av 280 butiker, varav 266 i Sparkedjan och 14 i Eurosparkedjan. 98 av butikerna ägdes av Spar Finland.
I dagens läge finns inte en enda Spar-butik kvar i Finland. Vissa Spar-butiker har stängts och vissa ersatts av S-Market (SOK), samt SIWA.